# Décio Olinto de Oliveira
Décio Olinto de Oliveira (Porto Alegre, 29 de dezembro de 1900 – 25 de julho de 1985) foi um médico brasileiro.
Foi eleito membro da Academia Nacional de Medicina em 1961, sucedendo Genival Soares Londres na Cadeira 08, que tem João Vicente Torres Homem como patrono.